# Єдлине
Єдлине (біл. вёска Едліна) — село в складі Березинського району Мінської області, Білорусь. Село підпорядковане Богушевицькій сільській раді, розташоване в східній частині області.